# Gradlon

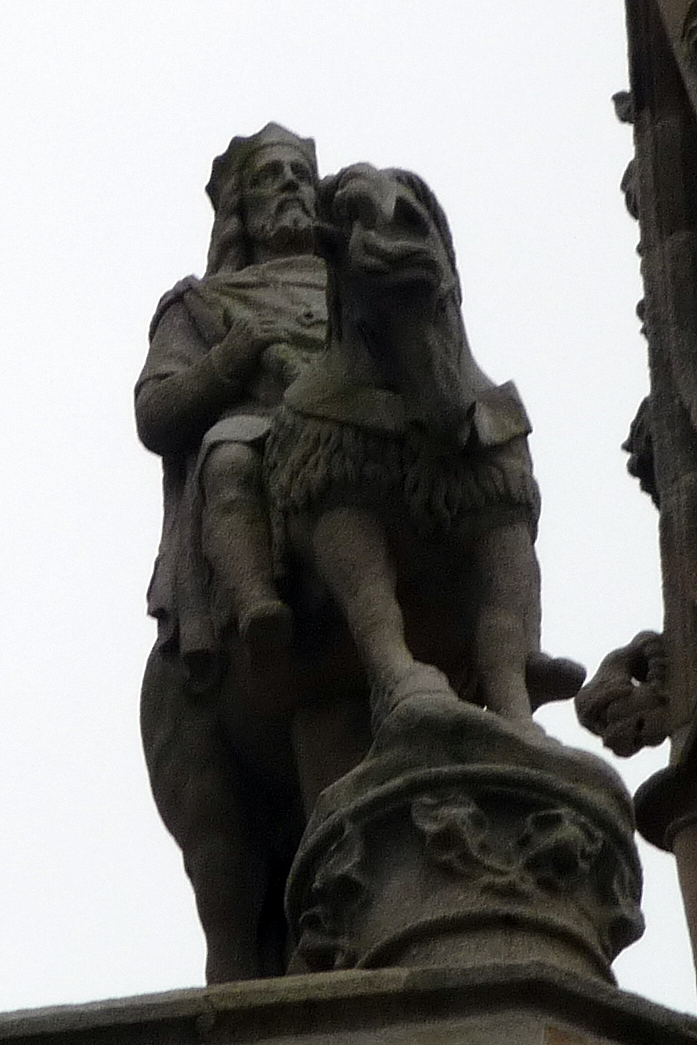
Gradlon király szobra a Quimperi katedrálisban, Amédée Ménard és Alphonse Le Brun szobrászok alkotása (1858).

Nagy Gradlon (Gradlon Meur) Cornouaille félig legendás, 5. századi királya volt, aki számos breton népmesének hőse lett. E legendák közül a leghíresebb az Ys elsüllyedt városáról szóló történet. Állítólag Conan Meriadoc fia volt, de Conan sokkal korábban, a 4. század végén élt.

## Ys legendája
Gradlon király (bretonul Gralon) Ysben uralkodott, a tengerből visszahódított szárazföldön épült városban, amelyet néha a kereskedelemben és a művészetekben gazdagnak neveztek. Márványból, cédrusból és aranyból épült gazdag palotában élt. Egyes verziók szerint Gradlon a tengerért rajongó lánya, Dahut kérésére építette a várost. Hogy Yst megvédjék a belvízzel szemben, védőgátat építettek egy kapuval, amelyet apály idején kinyitottak a hajók előtt. A kaput nyitó egyetlen kulcs a királynál volt.

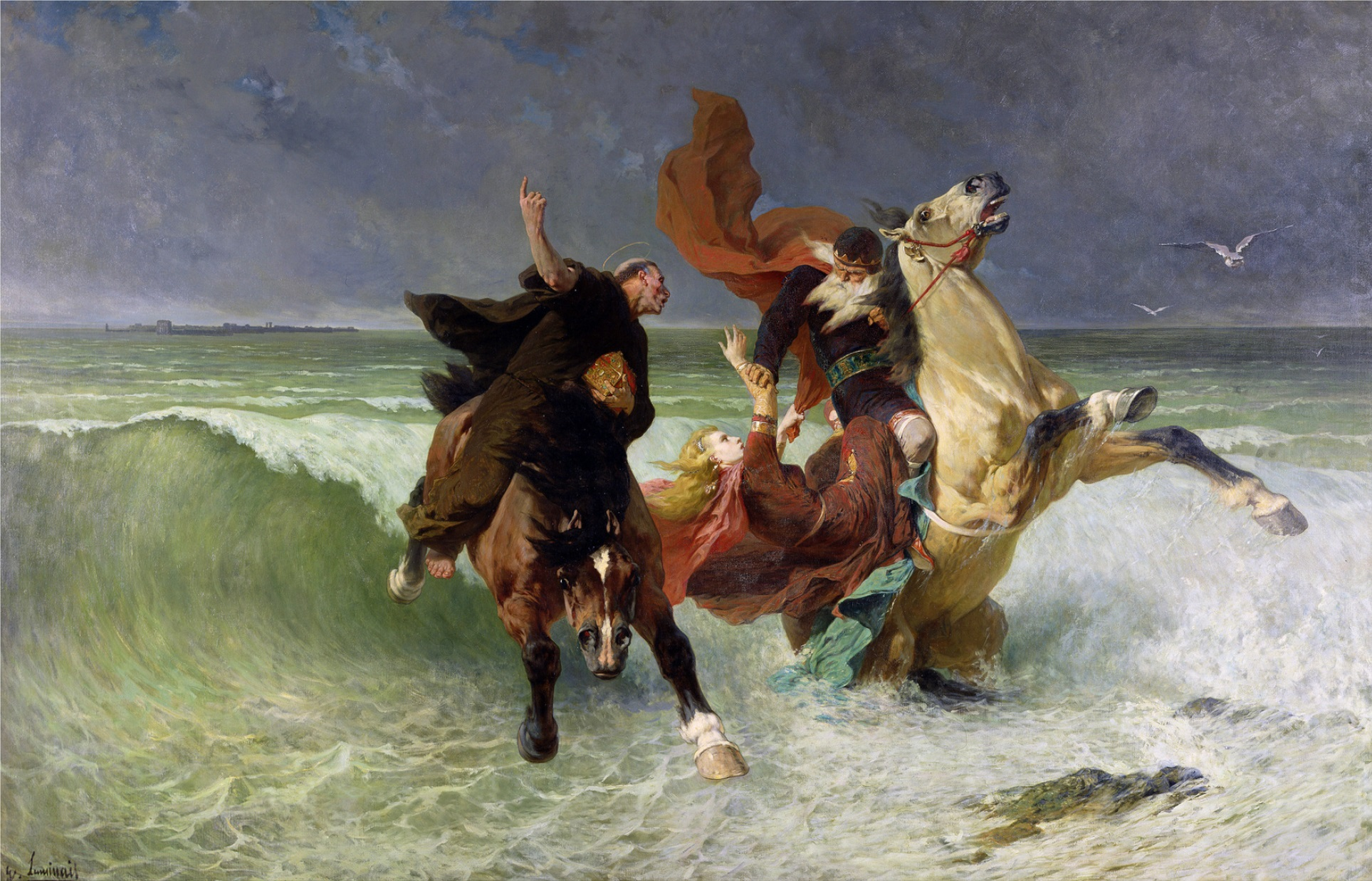
Gradlon király menekülése, Évariste Vital Luminais fesménye (1884 körülről)

Egyes változatok, különösen a koraiak, Gradlon bűneit teszik felelőssé a város pusztulásáért. A legtöbb elbeszélés azonban Gradlont jámbor embernek, lányát, Dahutot pedig varázslónőnek vagy egy önfejű nőnek mutatja be, aki ellopja Gradlontól a kulcsokat, és kinyitja a gátak kapuit, ezzel áradást okozva, amely elpusztítja az egész várost. Egy szent (Szent Gwenolé vagy Szent Korentin) felébreszti az alvó Gradlont, és menekülésre buzdítja. A király lóra száll, és magával viszi a lányát, de az emelkedő víz hamarosan utoléri őket. Dahut vagy leesik a lóról, vagy Gradlon engedelmeskedik Szent Gwenolé parancsának, és ledobja Dahutot a lóról. Amint Dahut a tengerbe zuhan, Gradlon biztonságban elmenekül. Quimperben keres menedéket, és ott állítja vissza uralmát.

## Malgven
Egyes változatokban Gradlon feleségének, egy Malgven nevű viking hercegnőnek és varázslónőnek a történetét is hozzáteszik. Ő először 1892-ben, Édouard Schuré írásaiban jelent meg, ahol a nő hirtelen meghal, miután Gradlon Cornouaille királya lesz, és ráhagyja, hogy felnevelje a lányukat, Dahutot.
Malgvent Charles Guyot La Légende de la ville d'Ys d'après les anciens textes című alkotásában népszerűsítették. Guyot változatában Gradlon megszállja Norvégiát, és ott találkozik Malgven királynővel, aki segít neki bejutni a városba, és megölni öregedő, kapzsi férjét. Gradlonnal együtt menekül Morvarc'h nevű varázslatos lován, amely a vízen is képes futni. Malgven azonban meghal, és életet ad Dahutnak, aki nagyon hasonlít rá. A gyászoló Gradlon a lányára pazarolja figyelmét. Vitatott, hogy a történet mennyire hagyományos, egyes olvasók szerint teljesen irodalmi, míg mások a folklórban látnak lehetséges párhuzamokat.

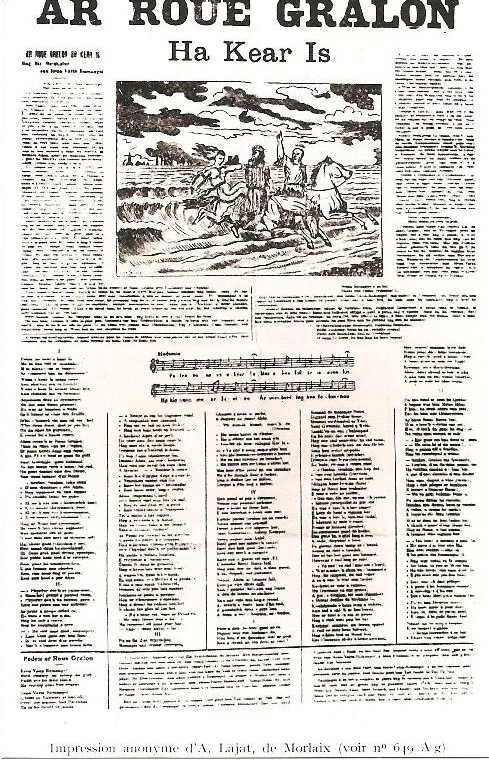
Az Ar Roue Gralon ha Kear Is (Gradlon király és Ys városa, 1850) című breton gwerz szövege és kottája.

## Graelent
Egyes tudósok Gradlont a Graelent című breton laihoz kapcsolják, egészen Albert Le Grand Vies des Saints című művének Kerdanet által kiadott változatáig. Graelent lovag, aki a királynő feldühítése után nyomorba jutott, egy szökőkútnál találkozik egy gyönyörű nővel, akit szeretőjévé fogad. A nő visszaadja a vagyonát. A férfi azonban megszegi a nőnek tett ígéretét, és másoknak is elárulja a nő létezését. Amikor a nő elmegy, a férfi üldözőbe veszi, és majdnem megfullad, amikor megpróbálja követni a folyón. A nő megenyhül, és magával viszi őt a világába, a lovát pedig a parton hagyja várakozni. A párt soha többé nem látják.

## Történelmi hitelesség
Gradlon Mor, vagy latinul Gradlonus Magnus, a 884 előtt írt Szent Winwaloe életében szerepel. Itt Cornubia (Cornwall) alapítójaként szerepel, aki a 6. század elején halt meg. Máshol egy Landévennec-i okiratgyűjtemény leírja, hogy Nagy Károly követeket küldött Gradlon Mur segítségéért.
Gradlon Mor, Conan Meriadoc fia, akit az ő fia, I. Salomon, majd unokája, Auldran követett. Amy Varin állítása az, hogy a Landevennec-i okiratgyűjtemény szerint Gradlonnak volt egy Riwallon nevű fia, aki fiatalon meghalt.
A Gradlon egy gyakori breton név lehetett. A Landévennec-i okiratgyűjtemény két másik cornwalli grófot is említ Gradlon Flam és Gradlon Plueneuor néven.

## Fordítás
Ez a szócikk részben vagy egészben  a   Gradlon című angol Wikipédia-szócikk ezen változatának fordításán alapul.  Az eredeti cikk szerkesztőit annak laptörténete sorolja fel. Ez a jelzés csupán a megfogalmazás eredetét és a szerzői jogokat jelzi, nem szolgál a cikkben szereplő információk forrásmegjelöléseként.